# Harris River (Collie River)
Der Harris River ist ein Fluss im Südwesten des australischen Bundesstaates Western Australia.

## Geografie
Der Fluss entspringt im Nordostteil der Lake Poole Conservation Reserve. Von dort fließt er zunächst durch die Reserve nach Westen zum Lake Ballingall. Diesen Stausee verlässt er nach Süden und mündet rund acht Kilometer nördlich von Collie in den Collie River.

### Nebenflüsse mit Mündungshöhen
- Hanson Brook – 202 m[1]